# Els Crous (Sant Cebrià de Vallalta)
Els Crous és una muntanya de 291 metres que es troba al municipi de Sant Cebrià de Vallalta, a la comarca del Maresme.